# Rhinolophus mcintyrei
Rhinolophus mcintyrei — вид рукокрилих ссавців з родини підковикових.

## Таксономічна примітка
Таксон відокремлений від R. arcuatus.

## Середовище проживання
Країни проживання: Папуа Нова Гвінея.

## Спосіб життя
Цей вид ночує у вапнякових печерах, групами з іншими представниками свого виду. Це комахоїдна, здатна до повільного, маневрового польоту. Більшість екземплярів було виловлено в печерах, де вони ночують, однак, додаткові особини були виловлені туманними сітками в первинних низинних алювіальних і пагорбових лісах із складним чотиришаровим навісом.